# Gliomastix inflata
Gliomastix inflata är en svampart som beskrevs av C.H. Dickinson 1968. Gliomastix inflata ingår i släktet Gliomastix, ordningen köttkärnsvampar, klassen Sordariomycetes, divisionen sporsäcksvampar och riket svampar.   Inga underarter finns listade i Catalogue of Life.